# 308
308 (CCCVIII) fue un año bisiesto comenzado en jueves del calendario juliano, en vigor en aquella fecha.
En el Imperio romano, el año fue nombrado como el del consulado de Valerio y Valerio, o menos comúnmente, como el 1061 Ab Urbe condita, adquiriendo su denominación como 308 a principios de la Edad Media, al establecerse el anno Domini.

## Acontecimientos

### Imperio romano
- Maximiano, que había ejercido de Augusto (emperador) junto con Diocleciano en la primera tetrarquía, es obligado a renunciar a sus nuevas pretensiones imperiales por el mismo Diocleciano y Galerio.
- En Cartago (norte de África), Domicio Alejandro se autoproclama emperador romano y encabeza una rebelión contra el emperador Majencio.

### Religión
- En Roma, Marcelo I es elegido papa de la Iglesia cristiana.

## Fallecimientos
- 3 de enero (del 303 al 310): Clemente de Ankara, obispo y mártir cristiano turco (n. 250).
- 5 de noviembre (del 303 al 310): Agatángelo, exmilitar romano y mártir cristiano turco (n. 253).